# 安德鲁·杜安尼
安德鲁·杜安尼（英語：Andrés Duany，1949年9月7日—）是一位美国建筑师、城市規劃師，也是新都市主義大会（CNU）的创始人之一。

## 早年生活和教育
杜安尼生于纽约市，但于1960年前在古巴长大。他曾就读于乔特罗斯玛丽和艾格隆学院，后来获得了普林斯顿大学的建筑与城市规划本科学位（1971年）。在巴黎的法國美術學院学习一年后，他获得了耶鲁大学建筑学院（1974年）的硕士学位。

## 职业生涯
1977年，杜安尼与他的妻子伊丽莎白·普雷特-兹伯格，以及Bernardo Fort-Brescia、Laurinda Spear和Hervin Romney，联合在迈阿密创建了Arquitectonica建筑设计事务所。Arquitectonica以富有趣味的的拉丁美洲风格的現代主義而闻名。该公司设计的亚特兰蒂斯公寓在《邁阿密風雲》的开场演出中占据了突出地位。
Duany Plater Zyberk & Company（DPZ）于1980年在佛罗里达州迈阿密成立。DPZ参加了名为“新都市主義”的国际运动，旨在结束郊区蔓延和城市资本撤退。该公司首先获得了佛罗里达州Seaside和马里兰州Kentlands的设计师的认可。它已经完成了三百多个新城镇、区域规划和内城复兴项目的设计和规范。他也是當代古典主義建築的代表。
杜安尼是新城市主义大会的联合创始人和荣誉董事会成员，成立于1993年。他与其他人合著了五本书：《郊区国家——蔓延的兴起与美国梦的衰落》（Suburban Nation: The Rise of Sprawl and the Decline of the American Dream）、《新城市艺术》（The New Civic Art）、《精明增长手册》（The Smart Growth Manual）、《花园城市》（Garden Cities）和《景观都市主义及其不满》（Landscape Urbanism and Its Discontents）。杜安尼曾在许多机构担任客座教授，并拥有两个荣誉博士学位。

## 奖项
他与他的伴侣伊丽莎白·普雷特-兹伯格共同获得了多个荣誉博士和奖项，包括美国國立建築博物館的Vincent Scully奖，以表彰他们对美国建筑环境的贡献。他还获得了Brandeis建筑奖、托马斯·杰斐逊纪念建筑奖章、亚瑟·罗斯社区规划奖、Richard H. Driehaus古典建筑奖、美国注册建筑师协会国际奖，以及Albert Simons卓越奖等。

## 书籍
- Duany, Andrés, Elizabeth Plater-Zyberk, and Jeff Speck (2000). Suburban Nation: The Rise of Sprawl and the Decline of the American Dream. New York: North Point Press. ISBN 0-86547-606-3
  - 简体中文译本：安德鲁·杜安尼、伊丽莎白·普雷特-兹伯格、杰夫·斯佩克 著，苏薇、左进 译，《郊区国家——蔓延的兴起与美国梦的衰落》，江苏凤凰科学技术出版社，2016-5. ISBN 9787553762647
- Duany, Andrés, Elizabeth Plater-Zyberk, and Robert Alminana (2003). The New Civic Art: Elements of Town Planning. New York: Rizzoli International Publications. ISBN 0-8478-2186-2
  - 简体中文译本：安德鲁斯·杜安伊，大连理工大学出版社，2008年3月1日. ISBN 9787561135099
- Duany, Andrés and Jeff Speck, with Mike Lydon (2009). The Smart Growth Manual. New York: McGraw-Hill. ISBN 0-07-137675-5
- Duany, Andrés and DPZ (2011). Garden Cities: Theory & Practice of Agrarian Urbanism, The Prince's Foundation for the Built Environment

## 延伸阅读
- Lombard, Joanna (2005). The Architecture of Duany Plater-Zyberk and Company. New York: Rizzoli International Publications. ISBN 0-8478-2600-7